# Hủ tiếu sa tế
Hủ tiếu sa tế là món hủ tiếu nguồn gốc từ Triều Châu, là món ăn chỉ được lưu truyền trong cộng đồng người Tiều.
Không ai biết chính xác món ăn này có nguồn gốc từ đâu, nên cũng có người bảo nó là sự kết hợp ẩm thực của người Hoa và người Chà Và (Java).
Điểm đặc trưng của món ăn này chính là bánh hủ tiếu có màu trắng đục, bản to như bánh phở của người Bắc nhưng nước dùng có màu vàng, sánh và thoang thoảng hương thơm. Nước dùng tạo nên hương vị cho món ăn khi nó không giống các loại nước dùng khác.
Hủ tiếu sa tế được nấu chung với thịt bò tươi hồng, lòng bò, dưa leo, giá sống trắng muốt, rau quế, lá ngò gai, chanh... Nước dùng của hủ tiếu sa tế có gần 20 gia vị như tỏi, hành tím, gừng, sả, đại hồi, tiểu hồi, quế, ớt khô, bột ớt, vừng rang, đậu phộng... tạo nên một hương vị đầy đủ vị béo, mặn, chay, chua, ngọt, cay đậm đà. Đặc biệt là mùi thơm của sa tế cay nồng với mùi đậu phộng béo ngậy.
Hủ tiếu sa tế đã thịnh hành tại Sài Gòn từ những năm 60, đặc biệt là tại Quận 5, và được ưa chuộng không khác gì hủ tiếu Nam Vang, hủ tiếu Mỹ Tho, hủ tiếu Sa Đéc tại Sài Gòn vào thời ấy. Ngày nay vẫn còn nhiều quán hủ tiếu sa tế tại đó có thâm niên hơn 50 năm, như quán Quảng Kỳ tại Chợ Lớn, do ông Tiết Chân Quảng lập nên từ xưa.